# Pederismo

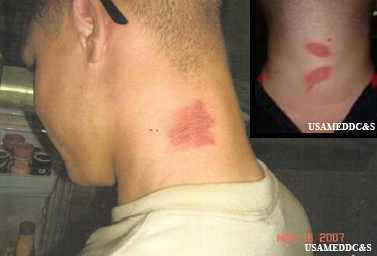
Pessoa com lesão no pescoço causada pelo Paederus.

Pederismo é o denominação preferível da dermatite causada pela hemolinfa do inseto popularmente chamado de potó, também chamada de pederose ou dermatite Paederus),

## Histórico
Os efeitos tóxicos do potó foram conhecidos mais largamente na medicina ocidental há cerca de cem anos, mas encontra-se descrito na medicina chinesa há cerca de 1.200 anos.
Os casos de dermatites causadas pelo potó ocorrem em diversas partes do mundo, mas a maior delas verificou-se no Peru, quando em 1998 o fenômeno climático El Niño causou um crescimento anormal da vegetação e, no começo do ano seguinte, levou mais de 1400 pessoas a necessitarem de atendimento médico por causa das lesões pelo Paederus irritans, num caso que se tornou epidêmico.
O surto ocorreu na região peruana de Piura, afetando os 13 municípios da província de Morropón e ainda o distrito de Canchaque na província de Huancabamba, como consequência das mudanças favoráveis no habitat dos insetos, em que as chuvas se prolongaram nos meses iniciais de 1999, e o ataque dos potós da espécie irritans recebeu da população o nome de "latigazo" (chicotada).

## Caracteres clínicos
Uma vez ocorrido o contato da pederina com a pele a dermatite vem a manifestar-se num período entre 18 a 24 horas, com diagnóstico eminentemente clínico, como a seguir descrito.
As lesões são em geral lineares, como o desenho do leito de um riacho ou uma chibatada, formando vesículas ou pústulas na área central da lesão; elas seguem o caminho formado quando o inseto foi arrastado durante o ato de coçar, e podem atingir 15 cm de comprimento.
A dermatite vesicante pode ser confundida clinicamente com outras causas, tais como queimaduras, herpes simples ou a zóster, celulite orbitária ou dermatite de contato alérgico aguda.
Somente depois de 8 a 10 horas do contato é que surge o eritema e durante os dois dias seguintes a lesão provoca uma sensação de queimadura e prurido; após estas 48 horas é que surgem vesículas e bolhas que vão crescendo até que, em mais dois dias, se umbilicam; após 6 a 8 dias do contato as vesículas e bolhas esfoliam, deixando no lugar escaras pigmentadas por mais 20 a 60 dias.
A mão contaminada pela pederina pode, se levada aos olhos, causar lesões na mucosa ocular como conjuntivite e/ou blefarite.
Um exame anatômico da patologia exibe a formação de bolhas intra-epidérmicas com múltiplos buracos, e necrose da epiderme; as lesões podem apresentar desde a necrose aguda até uma acentuada acantose; focos distantes com atrofia e desprendimento da camada espinhosa da pele (acantólise), sugere que isto possa também ser efeito indireto da pederina.

## Efeitos e tratamento
As áreas lesionadas podem provocar uma limitação funcional do local atingido que têm os sintomas dolorosos aumentados pelo sol, calor, suor e contato com as vestes.
A cura ocorre após várias semanas, deixando no local uma cicatriz de cor escura.
Os cuidados são superficiais com sulfato de magnésio e creme de Darier e, se ocorrem infecções secundárias, mister o uso de antibióticos.